# Wiesa (Kodersdorf)
Wiesa (1936–1938 Rabental, 1938–1947 Altwiese) ist ein Ortsteil der ostsächsischen Gemeinde Kodersdorf im Landkreis Görlitz.

## Geographie

### Geographische Lage
Wiesa ist der westlichste Ortsteil der Gemeinde. Er liegt nördlich der Bundesautobahn 4, deren nächste Anschlussstelle Kodersdorf beim östlichen Nachbarort Rengersdorf liegt.
Südlich des Dorfes erheben sich die Königshainer Berge, von denen ein Bach durch Wiesa hin zum Schwarzen Schöps fließt.
Umgebende Ortschaften sind die zur Gemeinde Kodersdorf gehörenden Orte Särichen im Nordosten, Kodersdorf und Rengersdorf im Osten, Torga im Südosten, sowie die Waldhufener Ortsteile Thiemendorf im Südwesten, Attendorf im Westen und Ullersdorf im Nordwesten.

### Geologie
Nördlich von Wiesa finden sich Vorkommen des Wiesaer Granodiorits, der eine klein- bis mittelkörnige Abart des Ostlausitzer Granodiorits darstellt. Durch Verwitterung ist er zum Teil rotbraun gefärbt, zudem finden sich in ihm Einschlüsse von Quarz, Feldspat, schwarzem Glimmer und gelegentlich einzelne Hornblendekristalle.

### Naturräumliche Gliederung
Wiesa ist naturräumlich dem Oberlausitzer Heide- und Teichgebiet zuzuordnen. Kleinlandschaftlich liegt der Ort in der Wiesaer Talmulde, die nordöstlich der Ortslage in die Rengersdorfer Schiefergebirgshöhen übergeht. Die Wiesaer Talmulde liegt zwischen 170 und 205 m ü. NN, Schmelzwassersande, Decklehmsande und Deckauensandlehm bilden das in diesem Gebiet vorherrschende Gestein. Die überwiegend vorhandenen Bodentypen sind Braunerde, Rosterde (eisenhaltige Erde), Braungley und Gley.

## Geschichte
Urkundlich wird Wiesa („von der Wezen“) erstmals 1398 im Görlitzer Achtbuch genannt. Als erster Ortsherr erscheint Hans von Klüx, der 1416 seinem Schultheiß zu der Wezen gestattete eine Wiese an einen Görlitzer Bürger zu verkaufen. Dagegen stand das in Wiese (Ves) bei Seidenberg (Zawidów) und im Herzogtum Schweidnitz angesessene Geschlecht von der Wiese wohl in keinem Zusammenhang zu Wiesa. Spätestens seit dem 16. Jahrhundert sind die Zugehörigkeit zur Niederrengersdorfer Kirche sowie das Rittergut Wiesa belegbar. Letzteres hatte bis in das 19. Jahrhundert die Grundherrschaft über den Ort inne.
Nach dem Wiener Kongress musste das Königreich Sachsen 1815 unter anderem einen großen Teil der Oberlausitz an Preußen abtreten. Im Folgejahr wurde Wiesa in den in der Provinz Schlesien neu gegründeten Landkreis Rothenburg (Ob. Laus.) eingegliedert.
Nach dem Zweiten Weltkrieg wurden die westlich der Lausitzer Neiße gelegenen Anteile Schlesiens wieder sächsisch und Wiesa 1952 dem Kreis Niesky zugeordnet. Ebenfalls nach Kriegsende wurde das Rittergut enteignet und im Rahmen der Bodenreform neu verteilt. Dabei siedelten sich auch einige Neubauern in Wiesa an.
Die in Wiesa tätigen Landwirtschaftlichen Produktionsgenossenschaften hatten etwa 670 Hektar Land bewirtschaftet und nahezu 800 Rinder gehalten, davon rund 400 Mastrinder.
Anfang der siebziger Jahre fanden im Kreis Niesky mehrere Gemeindezusammenschlüsse statt, zu denen auch die 1973 erfolgte Eingemeindung von Wiesa nach Kodersdorf zählt.

### Bevölkerungsentwicklung
| Jahr | Einwohner |
| ---- | --------- |
| 1825 | 321       |
| 1871 | 383       |
| 1885 | 405       |
| 1905 | 361       |
| 1925 | 404       |
| 1939 | 368       |
| 1946 | 577       |
| 1950 | 587       |
| 1964 | 529       |
| 1971 | 472       |
| 2008 | 342       |
| 2011 | 331       |

Bei der Landesexamination gegen Ende des Dreißigjährigen Krieges (1618–1648) wurde festgestellt, dass sich in Wiesa während des Krieges die Zahl der besessenen Mann (Bauern) um 63 %, die der Gärtner um 33 % und die der Häusler um 50 % verringert hat. Rund 130 Jahre später wirtschafteten in Wiesa 4 besessene Mann, 23 Gärtner und 5 Häusler. Zwei Wirtschaften lagen wüst.
Nach der ersten Einwohnerzählung im Jahr 1825 stieg die Einwohnerzahl von 321 auf 405 im Jahr 1885 an. Der darauffolgende 10-prozentige Bevölkerungsrückgang war bereits in der Zwischenkriegszeit wieder kompensiert, bis zum Mai 1939 schrumpfte die Bevölkerung jedoch erneut um fast 10 %. Nach dem Zweiten Weltkrieg stieg die Zahl der Einwohner durch Flüchtlinge und Vertriebene aus den ehemaligen Ostgebieten auf nahezu 600 an. Der sich in den frühen sechziger Jahren abzeichnende Bevölkerungsschwund sorgte dafür, dass gegen Ende des Jahrzehnts die Einwohnerzahl unter 500 fiel.
Im Mai 2011 hatte Wiesa 331 Einwohner.

### Ortsname
Der Ortsname entwickelte sich von Wezen (1398) über Wesen (1427), Wysse (1490) und Wiese (1719) hin zu Wiesa (1791). Der Name ist deutschen Ursprungs und bezeichnet einen Ort an den Wiesen. Dennoch erfolgte (vermutlich wegen der eher slawischen Endung -a) 1936 im Rahmen der Germanisierung slawischer Ortsnamen eine Umbenennung in Rabental. Bereits 1938 wurde das Dorf nochmals umbenannt, dieses Mal orientierte sich der Name Altwiese am ursprünglichen Namen. Wie bei den meisten umbenannten Orten im ehemals schlesischen Teil Sachsens erfolgte 1947 die offizielle Rückbenennung.